# Les Déterminés
 (juillet 2022).
L'article doit être relu — et modifié si nécessaire — par des contributeurs indépendants pour apporter un regard critique aux contributions effectuées en violation des conditions d'utilisation de Wikipédia, tant sur la forme (notamment concernant le style encyclopédique, la proportionnalité) que sur le fond (la neutralité de point de vue, la qualité et l'indépendance des sources).
 (juillet 2022).
Les Déterminés est une association loi de 1901, fondée en 2015 par Moussa Camara. L'association vise à développer l’initiative et l’entrepreneuriat en banlieue et dans les milieux ruraux. L'objectif est de permettre à tout porteur d’idée, ou d'entrepreneur d’acquérir les connaissances et les expériences favorables à l’aboutissement de leur réflexion avec l’appui d’intervenants et de mentors pluridisciplinaires.
Au travers d'une formation gratuite d'une durée de 6 mois, Les Déterminés développent auprès des plus éloignés des services économiques et sociaux, un programme d'accompagnement allant de la formalisation d'un projet professionnel, à son développement en passant par sa structuration.
Initialement proposé à Cergy, le programme développé par Les Déterminés se déploie depuis 2020 dans 17 villes de France.

## Histoire
L'association Les Déterminés a été fondée en 2015 par Moussa Camara. 
En 2007, Moussa Camara fonde sa première entreprise d'informatique et de télécommunication. En parallèle, il crée l'association AGPR (Agir Pour Réussir), maison de quartier de Cergy-Pontoise qui vise à recréer du lien entre les institutions locales et les habitants de son quartier.
En 2012, Moussa Camara se rend aux États-Unis lors d'un voyage et fait la rencontre de jeunes entrepreneurs qui lui donne l'envie de travailler sur le volet de l'insertion professionnelle.   
En 2015, le projet Les Déterminés voit le jour.  
En 2019, Bpifrance est venu rejoindre les rangs des «sponsors» de l’association. Ainsi, Les Déterminés fait partie des structures choisies par la banque publique d'investissement pour déployer son programme «Entrepreneuriat pour tous».  Depuis ses débuts, l'association a tissé des liens avec plusieurs sociétés qui soutiennent et interviennent au sein du programme : cabinet d'audit et de conseil Mazars, en passant par la banque BNP Paribas ou encore le MEDEF.

## Le programme d'accompagnement
L'association Les Déterminés propose un accompagnement de 6 mois gratuit avec des ateliers de mise en pratique, pour les futurs entrepreneurs issus de quartiers populaires et milieux ruraux. Professeurs d'université, dirigeants d'entreprise, professionnels et experts interviennent au sein du programme pour former hommes et femmes à la structuration de leur entreprise.
La formation proposée par Les Déterminés est ouverte à tous et aucun prérequis n'est demandé pour y participer, mis à part être domicilié là où les formations ont lieu.
Aujourd'hui, Les Déterminés c'est 1000 personnes qui ont participé au programme, 50 promotions lancées dans toute la France, 64 % de femmes, 800 entreprises créées, 90 entreprises en cours de création et un taux de création d'entreprise s'élevant à 75 %.